# كارلين واتكينز
كارلين واتكينز (بالإنجليزية: Carlene Watkins)‏ هي ممثلة أمريكية، ولدت في 4 يونيو 1952 في هارتفورد في الولايات المتحدة.

## وصلات خارجية
- كارلين واتكينز على موقع IMDb (الإنجليزية)
- كارلين واتكينز على موقع قاعدة بيانات الفيلم (الإنجليزية)